# 24927 Brianpalmer
24927 Brianpalmer è un asteroide della fascia principale. Scoperto nel 1997, presenta un'orbita caratterizzata da un semiasse maggiore pari a 2,3852533 UA e da un'eccentricità di 0,2142103, inclinata di 3,17673° rispetto all'eclittica.